# Unterspreewald
Unterspreewald är en kommun och ort i Landkreis Dahme-Spreewald i förbundslandet Brandenburg i Tyskland. Kommunen bildades den 31 december 2001 genom en sammanslagning av de tidigare kommunerna Leibsch, Neu Lübbenau och Neuendorf am See. Kommunen ingår i kommunalförbundet Amt Unterspreewald.